# Galgabacken
Galgabacken är en bebyggelse strax nordost om tätorten Hörby söder om E22an i Hörby kommun. Mellan 2015 och 2020 avgränsade SCB här en småort. Vid avgränsningen 2020 klassades bebyggelsen som en del av tätorten Hörby